# Ludwik Bandura
Ludwik Ryszard Bandura (ur. 3 kwietnia 1904 w Berlinie, zm. 20 sierpnia 1984 w Gdańsku) – polski pedagog.

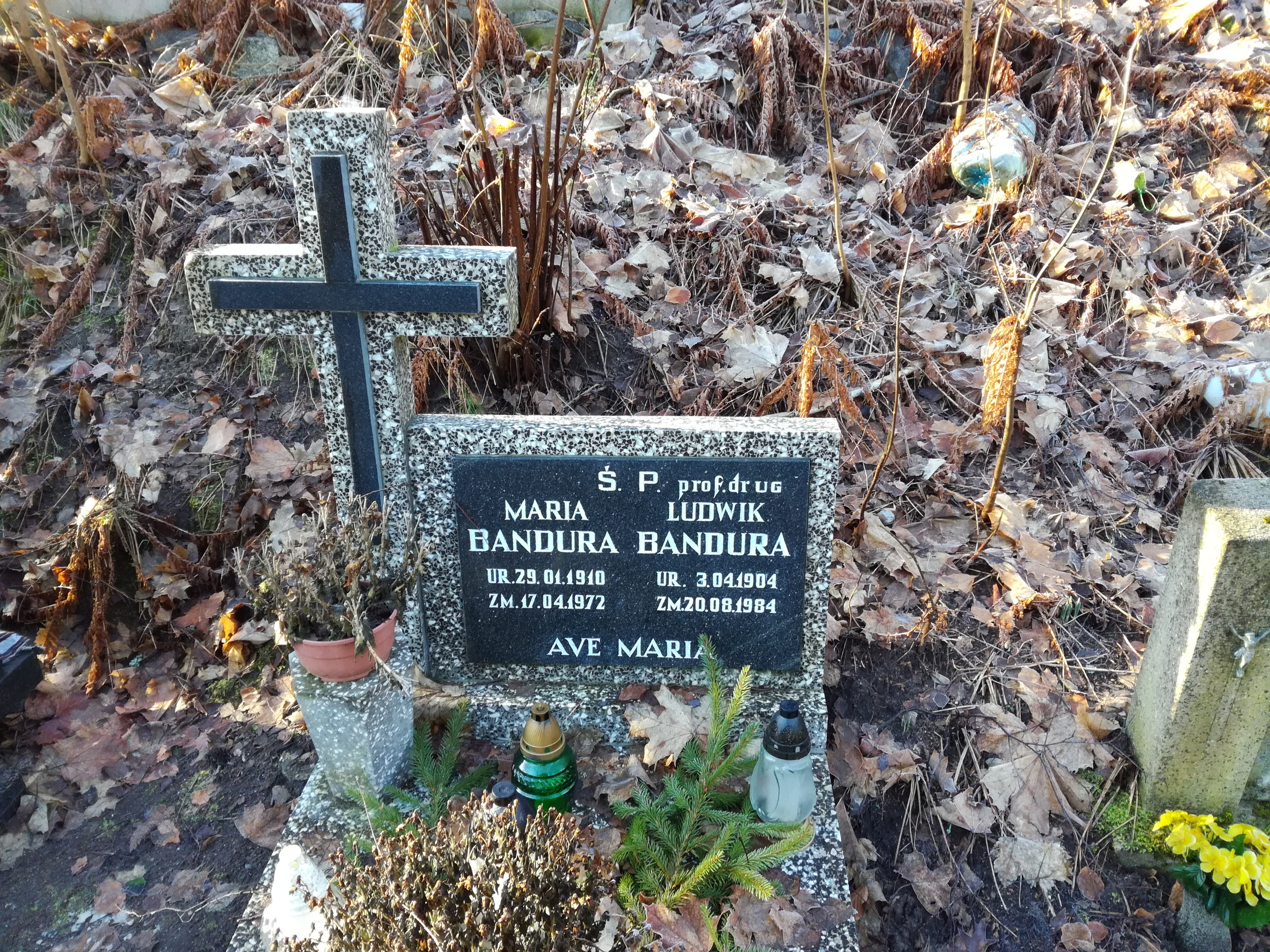
Grób profesora Ludwika Bandury na cmentarzu Srebrzysko w Gdańsku

## Życiorys
Urodził się w rodzinie stolarza Piotra i Gertrudy Katarzyny z domu Chrzanowskiej. W Berlinie w 1917 ukończył szkołę powszechną oraz do 1919 uczył się w szkole średniej. W tym roku powrócił z rodzicami do Polski. Do 1922 uczył się w Seminarium Nauczycielskim w Koźminie Wielkopolskim. Pracował jako nauczyciel we wsi Orla w powiecie wyrzyskim (1922) i w pobliskiej wsi Wiele (1923). W 1924 zdał nauczycielski egzamin II stopnia i rozpoczął pracę w szkole powszechnej w Bydgoszczy. W roku szkolnym 1926/1927 ukończył w Toruniu Wyższy Kurs Nauczycielski w zakresie humanistyki. Od 1928 był nauczycielem w szkołach Związku Polaków w Niemczech w Ludwigshafen i Mannheim, równocześnie studiował na wydziale psychologii uniwersytetu w Heidelbergu. W latach 1930–1932 pracował w polskim szkolnictwie w Hamburgu. W 1932 podjął studia w Państwowym Instytucie Nauczycielskim w Warszawie. Po ukończeniu studiów w 1934 został kierownikiem szkoły powszechnej w Bydgoszczy. Od 1934 był mężem Marii Cecylii z domu Ociepki (1910–1972), nauczycielki. W 1938 rozpoczął studia pedagogiczne na Uniwersytecie Warszawskim.
Walczył w kampanii wrześniowej 1939, podczas bitwy nad Bzurą dostał się do niemieckiej niewoli. Po ucieczce z obozu jenieckiego pracował jako robotnik w fabryce pudełek w Warszawie, brał udział w tajnym nauczaniu. Po upadku powstania warszawskiego przebywał z żoną w obozie w Pruszkowie, skąd trafili do pracy przymusowej w Berlinie.
Od maja 1945 był nauczycielem, w latach 1948–1954 dyrektorem, Państwowego Liceum Pedagogicznego w Bydgoszczy, w latach 1946–1948 studiował też na Wydziale Filozoficznym Uniwersytetu Mikołaja Kopernika (UMK) w Toruniu. W 1950 na UMK uzyskał stopień naukowy doktora filozofii na podstawie rozprawy Wpływ wojny na psychikę dzieci i młodzieży. Od 1954 do 1962 pełnił funkcję zastępcy profesora i prorektora Wyższej Szkoły Pedagogicznej w Gdańsku, w latach 1962–1968 był rektorem tej uczelni. W 1957 otrzymał tytuł docenta, w 1965 tytuł profesora nadzwyczajnego. W latach 1958–1968 pracował równocześnie na Wydziale Humanistycznym UMK, gdzie utworzył kierunek pedagogika i był kierownikiem Katedry Pedagogiki. Od 1968 do przejścia w 1974 na emeryturę był dyrektorem Instytutu Pedagogiki i Psychologii WSP. W latach 1970–1974 pełnił funkcję prorektora Uniwersytetu Gdańskiego, od 1971 jako profesor zwyczajny.
Od 1947 był członkiem PPS, od 1948 w PZPR, w latach 1950–1954 radnym Wojewódzkiej Rady Narodowej w Bydgoszczy.
Zainteresowania naukowo-badawcze Ludwika Bandury koncentrowały się wokół procesu dydaktycznego i jego uwarunkowań oraz zagadnień związku teorii z praktyką w nauczaniu. Ponadto prowadził badania nad problemem trudności dydaktycznych oraz zagadnieniami studiów wyższych.
Zmarł w Gdańsku, pochowany na cmentarzu Srebrzysko (rejon II, kwatera TAR II-1-21).

## Publikacje (wybór)
- Szkoła uspołeczniona, 1947
- Poglądy pedagogiczne Stanisława Staszica, 1956
- Zagadnienie błędów uczniowskich, 1963
- Trudności w procesie uczenia się, 1968, 2 wyd. 1970
- O procesie uczenia się, 1971
- Wybrane problemy studiów dla pracujących, 1974
- Uczniowie zdolni i kierowanie ich kształceniem, 1974

## Ordery i odznaczenia
- Krzyż Oficerski Orderu odrodzenia Polski
- Krzyż Kawalerski Orderu odrodzenia Polski (27 listopada 1954)[5]
- Złoty Krzyż Zasługi (20 sierpnia 1951)[6]
- Srebrny Krzyż Zasługi (7 marca 1948)[7]
- Medal 10-lecia Polski Ludowej (22 lipca 1955)[8]
- Medal Komisji Edukacji Narodowej (1973)[9]
- Odznaka tytułu honorowego „Zasłużony Nauczyciel PRL” (1966)
- Odznaka honorowa „Za zasługi dla Gdańska” (1974)

Źródło:.

## Upamiętnienie
Imię prof. Ludwika Bandury posiada Liceum Ogólnokształcące dla Dorosłych w Gdańsku.